# 長野県農業共済組合
長野県農業共済組合（ながのけんのうぎょうきょうさいくみあい）は、2017年（平成29年）4月1日より長野県農業共済組合連合会と県内4つの農業共済組合が合併され発足した農業共済組合である。
略称はNOSAI長野。

## 所在地
長野市大字中御所字岡田79-5（NOSAI長野会館内）

## 沿革
- 1948年（昭和23年）5月 - 長野県農業共済保険組合が発足。
- 2017年（平成29年）4月 - 長野県農業共済組合連合会と県内4つの農業共済組合が合併し、長野県農業共済組合が発足。

## 管轄区域
支所
佐久支所
小海町、川上村、南牧村、南相木村、北相木村、佐久穂町、小諸市、佐久市、軽井沢町、御代田町、立科町
上小支所
上田市、東御市、長和町、青木村
諏訪支所
岡谷市、諏訪市、茅野市、下諏訪町、富士見町、原村
上伊那支所
伊那市、駒ケ根市、辰野町、箕輪町、飯島町、南箕輪村、中川村、宮田村
下伊那支所
飯田市、松川町、高森町、阿南町、阿智村、平谷村、根羽村、下條村、売木村、天龍村、泰阜村、喬木村、豊丘村、大鹿村
木曽支所
上松町、南木曽町、木曽町、木祖村、王滝村、大桑村
松塩筑支所
松本市、塩尻市、山形村、朝日村
安曇野支所
安曇野市、麻績村、生坂村、筑北村
北アルプス支所
大町市、池田町、松川村、白馬村、小谷村
北信支所
長野市、須坂市、小布施町、高山村、信濃町、飯綱町、小川村、中野市、飯山市、山ノ内町、木島平村、野沢温泉村、栄村
北信支所更埴出張所
千曲市、坂城町
家畜診療所
東信地域家畜診療所
南部診療所、中央診療所、北部診療所
中信地域家畜診療所
南部診療所、中北部診療所
北信地域家畜診療所